# Сесто
Сесто (італ. Sesto) — муніципалітет в Італії, у регіоні Трентіно-Альто-Адідже,  провінція Больцано.
Сесто розташоване на відстані близько 540 км на північ від Рима, 120 км на північний схід від Тренто, 80 км на схід від Больцано.

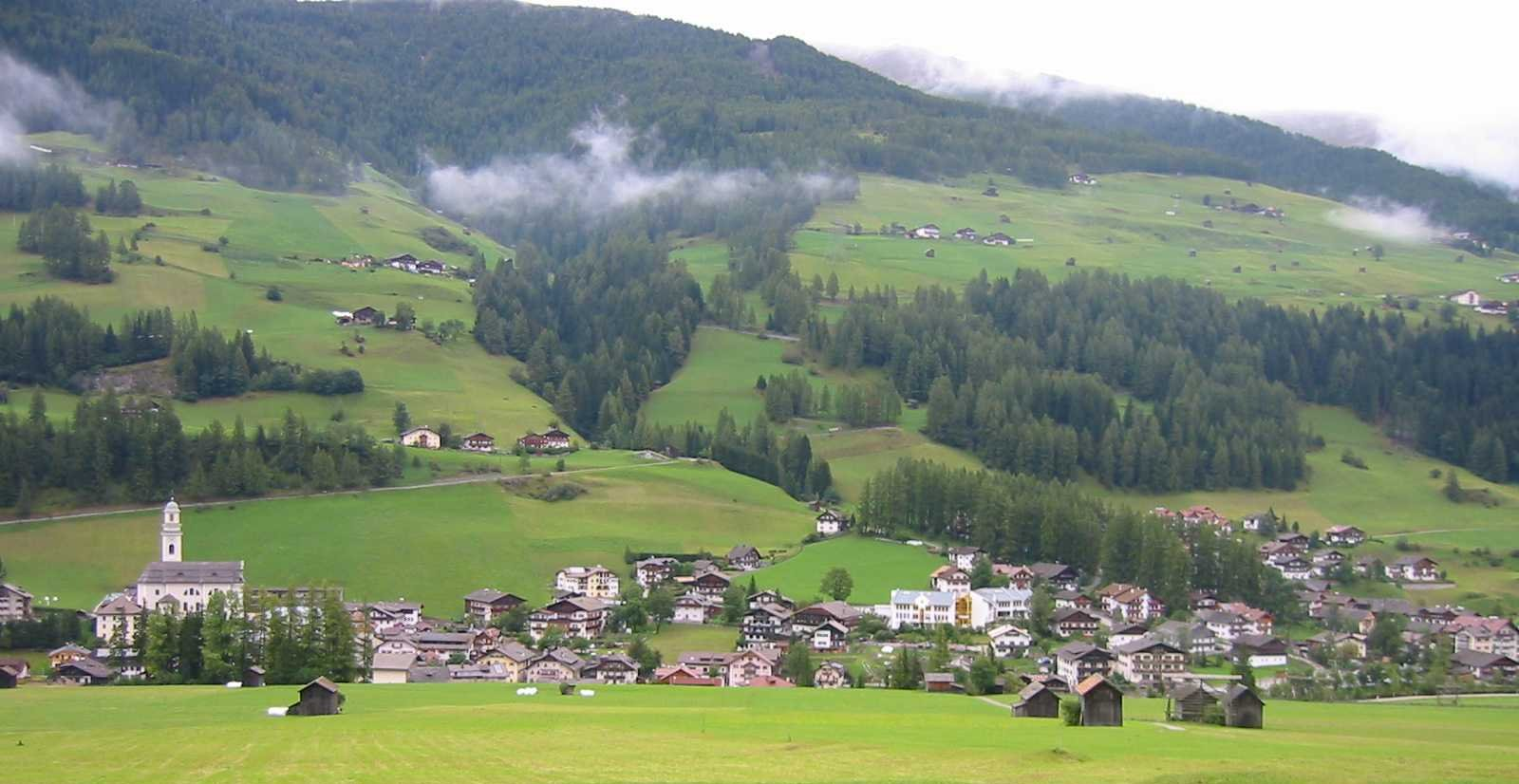

Населення — 1918 осіб (2014).

## Демографія
Населення за роками:

Станом на 1 січня 2023 року в муніципалітеті офіційно проживало 156 іноземців з 28 країн, серед них 55 громадян країн Євросоюзу та 13 громадян України.

## Сусідні муніципалітети
- Ауронцо-ді-Кадоре
- Комеліко-Суперіоре
- Добб'яко
- Артітск
- Сан-Кандідо
- Сілліан